# Sikker på motorcykel
Sikker på motorcykel er en dansk serie af fire oplysningsfilm fra 1981 med instruktion af Claus Ørsted. Serien blev produceret af Minerva Film for Rådet For Større Færdselssikkerhed. Jakob Koch bidrog med tegnefilmssekvenser.

## Afsnit
| #     | Titel               | Første sendedag |
| ----- | ------------------- | --------------- |
| 1     | "Pas på bilister"   |                 |
| [ 2 ] |                     |                 |
| 2     | "Eneulykker"        |                 |
| [ 3 ] |                     |                 |
| 3     |                     |                 |
| [ 4 ] |                     |                 |
| 4     | "Krydsningsulykker" |                 |
| [ 5 ] |                     |                 |